# 대한인국민회 기념관
대한인국민회 기념관(Korea National Association Memorial Hall)은 2003년 미국 로스앤젤레스의 코리아타운에 세워진 기념관이다.
이 기념관에는 미주 한인의 이민 역사와 독립 운동 역사들이 전시되어있다. 특히 안창호의 유품과 다량의 사진과 귀한 기록물들을 소장하고 있다.
기념관은 월요일과 목요일, 토요일 오전 10시부터 오후 4시까지 개장한다. 단체로 방문할 시에는 사전에 연락을 하여야 한다. 단, 20명이상인 단체손님들만 이에 해당한다. 입장료는 무료이다.

## 대한인국민회 기념관의 역사
- 1909년 2월 1일
  - 미주 한인최초의 통일 기구인 국민회가 샌프란시스코에 창설됨.
- 1910년 2월
  - 국민회에서 대한인국민회로 개칭
- 1911년 3월
  - 대한인국민회 중앙총회 조직
- 1914년 4월
  - 캘리포니아주에 주정부가 승인한 단체로 공식등록이 됨.
- 1936년
  - 샌프란시스코에 있던 대한인국민회는 로스앤젤레스 36가로 이전함.
- 1938년
  - 현재 기념관에 위치(1368 Jefferson Blvd. Los Angeles, California)에 회관을 새로 지어 옮김.
- 1970년대
  - 대한인국민회가 해체되면서 나성한인연합장로교회가 대한인국민회관을 사들임.
- 1991년
  - L.A시 유적지로 이 곳을 로스앤젤레스시는 지정함.
- 2002년
  - 로스앤젤레스 한인사회는 건물 리모델링을 시작함.
- 2003년 12월 9일
  - 기념관을 개관
- 2009년 1월 31일
  - 100주년 기념식을 가졌으며 새로운 전시물과 시설로 보안된 기념관 재개관 행사가 열렸다.